# Pamela Tola
Pour les articles homonymes, voir Tola.
Pamela Tola (née le 15 janvier 1981 à Ruotsinpyhtää, aujourd'hui incorporé dans la municipalité de Loviisa, en Finlande) est une actrice et réalisatrice finlandaise.

## Biographie
Tola est née en 1981 à Ruotsinpyhtää en Finlande. Elle fut auparavant marié au producteur Pauli Waroma du 12 janvier 2008 au 3 août 2011, elle a deux enfants avec lui. Elle a remporté un Golden Gryphon en plus d'être nommé pour trois Jussi Award.

## Filmographie

### Actrice
| Année     | Film                           | Rôle                        |
| --------- | ------------------------------ | --------------------------- |
| 2003      | Helmiä ja sikoja               | Tavaratalon myyjä           |
| 2004      | Skene                          | Ella                        |
| 2005      | Kumman kaa                     | Mimmi                       |
| 2005      | Paha maa                       | Elina Oravisto              |
| 2005      | Caasha                         | Petsy                       |
| 2005      | Tyttö sinä olet tähti          | Nelli                       |
| 2006      | Agonia                         |                             |
| 2006      | Akkaa päälle                   |                             |
| 2006      | Saippuaprinssi                 | Ilona Varis                 |
| 2006      | Diileri                        |                             |
| 2006      | Järvi                          | Henna                       |
| 2007-2008 | Kotikatu                       | Ronja Rouhiainen            |
| 2010      | Runoraati                      |                             |
| 2010      | Very Cold Trip                 | Inari Juntura               |
| 2010      | Virta                          | Mervi Silvennoinen          |
| 2010      | Hiphop Hamlet                  | Anni Leinonen               |
| 2010      | Vastaparit                     | Maikku                      |
| 2011      | JuuTupen rapinat               | Plusieurs personnages       |
| 2011      | Eetu ja Konna                  | Zandi (voix)                |
| 2011      | Elma ja Liisa                  | Elma                        |
| 2011      | Burungo                        | Jutta                       |
| 2012      | Härmä                          | Aino Kantola                |
| 2012      | Kohta 18                       | Serveuse                    |
| 2012      | En som deg                     | Kaisa                       |
| 2012-2016 | Kimmo                          | Ulla                        |
| 2013      | 21 tapaa pilata avioliitto     | Elli                        |
| 2013      | Leijonasydän                   | Tölli                       |
| 2013      | Isänmaallinen mies             | Aino                        |
| 2015      | Very Cold Trip 2               | Inari Juntura               |
| 2016      | Onnenonkija                    | Aino Ryynänen, Marjan sisko |
| 2016      | Saturday Night Live            | Personnages multiples       |
| 2016      | Kynsin hampain                 | Anita Karvonen              |
| 2017      | Very Cold Trip 3               | Inari Juntura               |
| 2017      | 95                             | Tammen vaimo                |
| 2017      | Kolmistaan                     | Vilma                       |
| 2018      | Kaikki oikein                  | Miia                        |
| 2018      | Hypnose (The Guardian Angel)   | Susi                        |
| 2018      | Karppi                         | Anna Bergdahl               |
| 2018      | Kontio & Parmas                | Katjushka Joronen           |
| 2018      | Olavi Virta                    | Nainen kotiovella           |
| 2019      | Aurora                         | Ulla                        |
| 2019      | Risto Räppääjä ja pullistelija | Rauha Räppääjä              |
|           | Saga's Stories                 |                             |

### Réalisatrice
- 2020 : Teräsleidit

## Récompenses
- Golden Gryphon : Generator +16 en 2011 dans Burungo (avec Dome Karukoski).

## Nominations
- Jussi Award :
  - Meilleure actrice en 2006 dans Tyttö sinä olet tähti
  - Meilleure actrice en 2013 dans En som deg
  - Meilleure actrice en 2013 dans Härmä[2].